# Special 1+2
《Special 1+2》는 대한민국의 가수 백지영의 첫 번째 베스트 음반이다. 1집과 2집에 수록된 곡들과, 미공개 신곡, 뮤직 비디오와 방송용 리믹스 음원들을 수록한 앨범이다.